# Farmacia de Santa María Novella

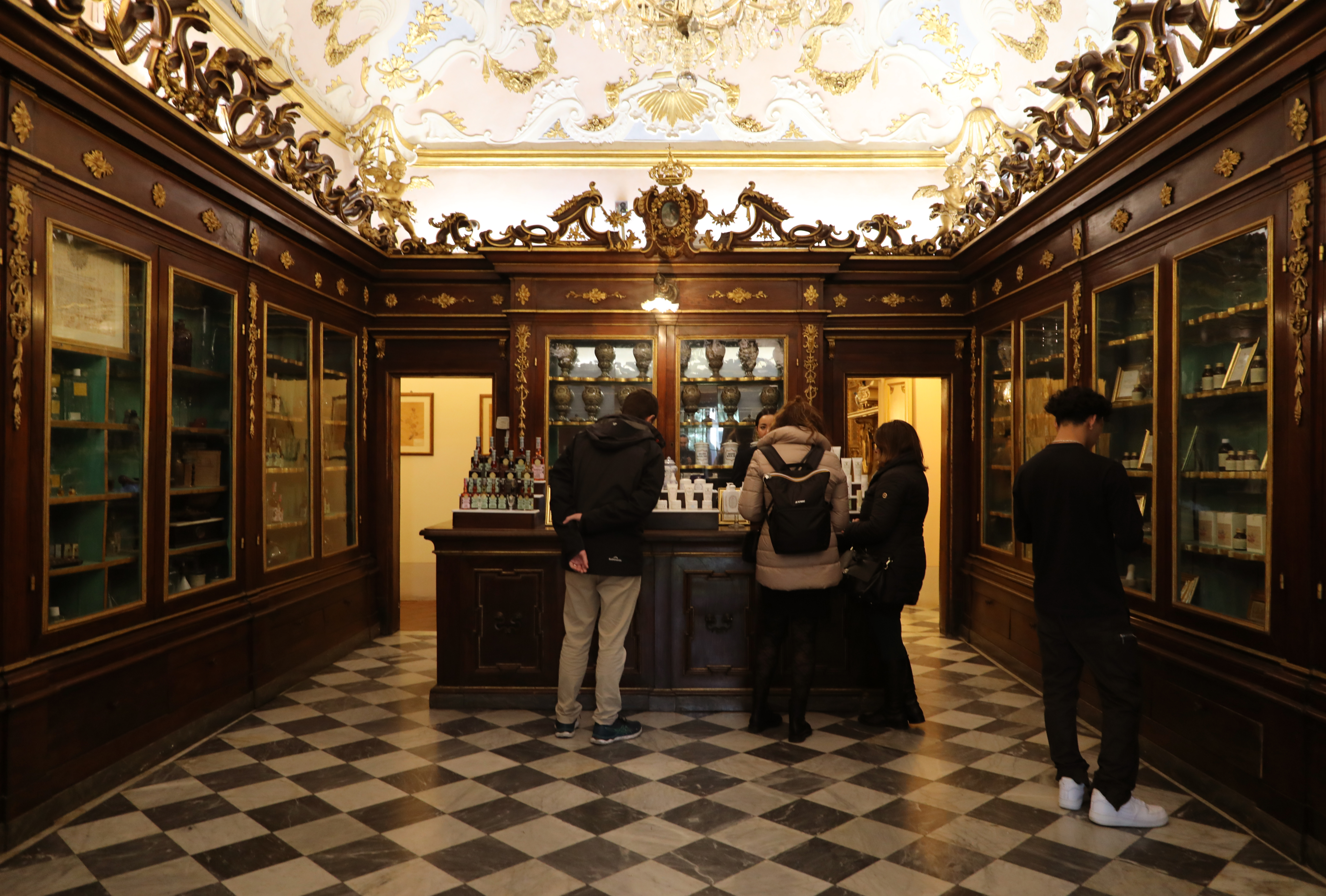
La antigua herboristería.

La Farmacia de Santa María Novella, llamada en italiano Officina Profumo Farmaceutica di Santa Maria Nuova, o Farmacia di Santa Maria Novella, se encuentra en la Via della Scala 16 en Florencia, Italia. Se halla localizada en una parte del convento iglesia de Santa María Novella y su nombre deriva de la plaza homónima, una de las más amplias que se encuentran en el centro histórico de Florencia. Se considera a la farmacia como la más antigua de Europa, con una actividad continuada de casi 4 siglos.

## Historia

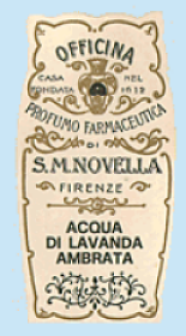
Etiqueta del Acqua Di Lavanda.

La farmacia fue creada por los frailes dominicos al poco tiempo de su aparición en Florencia y data de 1221. Los frailes que con gran dedicación se entregaron al cultivo de hierbas y plantas, aplicaron éstas a la realización, para su enfermería, de medicamentos, preparados y otros ungüentos de utilidad. Con el paso del tiempo, y viendo la eficacia y demanda de los productos, en 1621 se abrió la farmacia al público. El duque de Toscana concedió a la farmacia el título de Botica de Su Alteza Real (Fonderia di Sua Altezza Reale).

### Expansión
En el siglo XVIII la fama de la farmacia-perfumería llega hasta a Asia. A partir de 1866 y con la desamortización de los bienes de la Iglesia Católica producida en Italia, la farmacia pasa a ser propiedad del Estado y éste cedió su utilización al sobrino del último fraile director, de nombre Cesare Augusto Stefani. Desde entonces la dirección y propiedad se ha mantenido en la misma familia.

## Productos
Uno de los productos más antiguos fabricados en esta farmacia es la fragancia Acqua della Regina (agua de la reina, en español) que según historiadores fue preparada por los monjes para que fuera utilizada por la reina de Francia Catalina de Médici. Aún se sigue fabricando con los mismos ingredientes. Otros productos son el agua de lavanda, jabones de oliva y con perfume, el olio da bagno (aceite de baño) fabricados con sustancias naturales.